# Region Hochrhein-Bodensee
Region Hochrhein-Bodensee – region w Niemczech, w kraju związkowym Badenia-Wirtembergia, w rejencji Fryburg. Siedzibą regionu jest miasto Waldshut-Tiengen.

## Podział administracyjny
W skład regionu Hochrhein-Bodensee wchodzą:
- trzy powiaty ziemskie(Landkreis)

Powiaty ziemskie:
| Lp. | Nazwa powiatu         | Ludność (31 grudnia 2022) | Powierzchnia km² | Liczba gmin |
| --- | --------------------- | ------------------------- | ---------------- | ----------- |
| 1   | Konstancja (Konstanz) | 292,568                   | 817,97           | 25          |
| 2   | Lörrach               | 233.027                   | 806,67           | 35          |
| 3   | Waldshut              | 173.460                   | 1.131,13         | 32          |